# Яновиц, Тама
Та́ма Я́новиц (англ. Tama Janowitz; родилась 12 апреля 1957) — американская писательница-романистка. Родилась в Сан-Франциско в семье психиатра и преподавательницы литературы. Образование получила в Колумбийском университете. Была близким другом Энди Уорхола.
Известность приобрела сборником рассказов «Рабы Нью-Йорка» (англ. Slaves of New York, 1986). Автор семи романов, среди которых одним из самых известных является «На прибрежье Гитчи-Гюми» (англ.  By the Shores of Gitchee Gumee, 1996, переведён на русский язык в 2001 году). Название романа позаимствовано из «Песни о Гайавате» Г. У. Лонгфелло. В нём сатирически описана жизнь американской семьи Сливеновичей, живущих в трейлере на берегу Верхнего озера.

## Издания на русском языке
- На прибрежье Гитчи-Гюми. М.: Иностранка, 2001. — ISBN 5-94145-035-4
- Рабы Нью-Йорка. М.: Мама-пресс, 2003. — ISBN 5-902382-03-3
- Пейтон Эмберг. М.:ООО Издательство АСТ МОСКВА, 2005.
- Отдамся в хорошие руки. М.: Иностранка, 2009.

## Экранизации
- 2008 — «Отдамся в хорошие руки», Россия, реж. Наталья Новик — по роману «На прибрежье Гитчи-Гюми», но действие перенесено из США в Крым.